# Ivano Fontana
Ivano Fontana (n. 25 noiembrie 1926, L'Aquila, Regatul Italiei – d. 24 decembrie 1993) a fost un boxer ce a reprezentat Italia, medaliat olimpic. A participat la o ediție a Jocurilor Olimpice (1948) în care a câștigat o medalie de bronz.

## Participări
Lista de mai jos prezintă principalele competiții la care a participat Ivano Fontana de-a lungul carierei.
- boxing at the 1948 Summer Olympics – middleweight[*]